# The Sound and the Fury (1959)
The Sound and the Fury (bra: A Fúria do Destino ou O Som e a Fúria) é um filme estadunidense de 1959, do gênero drama, dirigido por Martin Ritt, estrelado por Yul Brynner, Joanne Woodward e Margaret Leighton, e coestrelado por Stuart Whitman e Ethel Waters. O roteiro de Hattiet Frank, Jr. e Irving Ravetch foi vagamente baseado no romance homônimo de 1929, de William Faulkner.
A trama retrata a história de uma família de aristocratas sulistas que enfrenta a desintegração de seu clã, além da perda de sua reputação, fé, fortuna e respeito.
A produção marcou o último trabalho cinematográfico de Ethel Waters.

## Sinopse
A família aristocrata Compson, outrora proeminente em Jefferson, Mississippi, foi reduzida à quase penúria por gerações de alcoolismo e indulgência nos pecados. Jason (Yul Brynner), o mais prudente, luta para manter a família unida, mas sua sobrinha adolescente de 17 anos, Quentin (Joanne Woodward) – criada quase como filha desde que sua mãe libertina, Candace "Caddy" (Margaret Leighton), a abandonou – se ressente de suas restrições. Quando a distante Caddy retorna à cidade e o galanteador Charles "Charlie" Busch (Stuart Whitman) tenta seduzir Quentin, a família parece chegar à beira do colapso total.

## Elenco
- Yul Brynner como Jason Compson
- Joanne Woodward como Quentin Compson
- Margaret Leighton como Candace "Caddy" Compson
- Stuart Whitman como Charles "Charlie" Busch
- Ethel Waters como Dilsey
- Jack Warden como Benjy Compson
- Françoise Rosay como Sra. Caroline Compson
- John Beal como Howard Compson
- Albert Dekker como Earl Snopes
- Stephen Perry como Luster
- William Gunn como T. P.
- Roy Glenn como Job (não-creditado)

## Produção
Em setembro de 1955, o romance de William Faulkner era uma das opções de compra de Jerry Wald, que possuía um contrato com a Columbia Pictures. No mês anterior, o primeiro romance publicado por Faulkner, "Soldier's Pay" (1926), também havia sido uma opção de compra para ele. Em agosto de 1956, Wald anunciou que havia adquirido os direitos de exibição da história e faria o filme para a 20th Century-Fox, com Hattiet Frank, Jr. e Irving Ravetch escrevendo o roteiro. Wald, que costumava participar de adaptações de romances mais antigos, disse que seguia o conselho de uma pesquisa com bibliotecários de todo o país para ver quais livros eram os "favoritos perenes" de leitores.
Os papéis principais foram primeiramente oferecidos para Laurence Olivier e Vivien Leigh.
Em janeiro de 1957, Gregory Peck assinou o contrato para estrelar o filme, com as filmagens previstas para serem iniciadas em junho daquele ano. Um dos papéis principais também foi oferecido para Audrey Hepburn. José Quintero, sondado para dirigir a produção, recusou o convite.
Em maio de 1957, Martin Ritt, sob um contrato de dois filmes com a 20th Century-Fox, foi escalado para dirigir. Ao mesmo tempo, Wald planejava adaptar outro romance de Faulkner, "The Hamlet" (1940). A adaptação também foi dirigida por Ritt e eventualmente lançada primeiro, com o título "The Long, Hot Summer" (1958).
Em dezembro de 1957, as filmagens ainda não haviam sido iniciadas e foram adiadas novamente devido a dificuldades na escalação do elenco. Nessa época, Lana Turner estrelaria como Caddy. No mês seguinte, em janeiro de 1958, Yul Brynner foi escalado para o papel principal.

## Recepção
Bosley Crowther, em sua crítica para o jornal The New York Times, escreveu que o filme "carece de textura", é "salpicado de sentimentalismo e sintético". George Bourke, para o Miami Herald, declarou que o filme "é uma combinação bem-sucedida do conhecimento de bilheteria de Jerry Wald e da visão penetrante de Will Faulkner sobre os costumes e a moral do que os nortistas gostam de se referir como o 'sul decadente'", além de acrescentar que "todo o elenco é magnífico e a produção colorida recebe os melhores créditos".
O filme também enfrentou críticas negativas, em parte devido à diferença de idade entre Joanne Woodward e a personagem que ela interpretou; com quase 30 anos, foi difícil para o público aceitá-la como uma garota de 17 anos. Isabel Quigly, para a revista The Spectator, escreveu: "Como um retrato da vida no sul ou um estudo de relacionamentos humanos, o filme falha completamente em convencer alguém, sendo estrangulado pela cor local e por uma crença inabalável nas possibilidades comerciais das partes menos comercializadas do sul".
No Rotten Tomatoes, site agregador de críticas, 60% das 5 críticas do filme são positivas.

### Bilheteria
A produção arrecadou US$ 13.000 em sua semana de estreia.